# Malix
Malix est une localité de Churwalden et une ancienne commune suisse du canton des Grisons. Depuis le 1er janvier 2010, la commune de Malix a été intégrée à Churwalden comme la commune de Parpan. Son ancien numéro OFS est le 3912.

Vue aérienne (1954).